# Lac de Thoux Saint-Cricq
Le Lac de Thoux Saint-Cricq est un lac de barrage du sud-ouest de la France en région Occitanie département du Gers.

## Géographie
Lac situé entre Auch et Toulouse il s’étend sur quatre communes de la communauté de communes Bastides de Lomagne : Monbrun, Encausse, Thoux et Saint-Cricq. 

## Données techniques
Construit à l’origine pour l’agriculture, il a été la cause d’un développement économique qui a aidé les agriculteurs à développer l'irrigation de leurs cultures (maïs, soja...). Il est également devenu ces dernières années un site touristique apprécié des toulousains qui ne sont qu'à 35 minutes.
Il fut rempli pour la première fois en 1968 et contient trois millions six cent mille mètres cubes d’eau lorsqu'il est plein pour une superficie 70 hectares. Une station de pompage a été installée à L'Isle-Jourdain avec une canalisation de plusieurs kilomètres pour amener l’eau de la Save via un ruisseau qui se jette ensuite dans le lac. Ce système permet de maintenir un certain niveau d'eau. Cette installation est gérée par la Compagnie d'aménagement des coteaux de Gascogne (CACG) qui est également propriétaire du lac.
Une faune sauvage importante habite le lac. De nombreuses espèces de poissons peuplent ses eaux, carnassiers (sandre, brochet...), poissons blancs, (carpes…). Des oiseaux vivent et cohabitent sur le lac notamment plusieurs hérons facilement observable. Des chevreuils viennent également s'hydrater.

## Loisirs et activités
Le lac dispose d'une base nautique, d'un camping, d'une base de loisirs d'un parc aquatique, d'un club de voile et l'on peut y pratiquer plusieurs sports voile), pêche, natation, pédalo,  canoë, on y trouve aussi un restaurant.